# Щеджик
Щеджик (пол. Szczedrzyk, нім. Sczedrzik, 1934-1945: Hitlersee) — село в Польщі, у гміні Озімек Опольського повіту Опольського воєводства.
Населення — 2067 осіб (2011).

## Демографія
Демографічна структура станом на 31 березня 2011 року:
|          | Загалом | Допрацездатний вік | Працездатний вік | Постпрацездатний вік |
| -------- | ------- | ------------------ | ---------------- | -------------------- |
| Чоловіки | 1009    | 159                | 721              | 129                  |
| Жінки    | 1058    | 143                | 687              | 228                  |
| Разом    | 2067    | 302                | 1408             | 357                  |